# Joliette (condado)
A Regionalidade Municipal do Condado de Joliette está situada na região de Lanaudière na província canadense de Quebec. Com uma área de mais de quatrocentos quilómetros quadrados, tem, segundo o censo de 2006, uma população de cerca de cinquenta e oito mil pessoas sendo comandada pela cidade de Joliette. Ela é composta por 10 municipalidades: 2 cidades, 6 municípios, 1 freguesia e 1 aldeia.

## Municipalidades

### Cidades
- Joliette
- Notre-Dame-des-Prairies

### Municípios
- Crabtree
- Notre-Dame-de-Lourdes
- Saint-Charles-Borromée
- Sainte-Mélanie
- Saint-Paul
- Saint-Thomas

### Freguesia
- Saint-Ambroise-de-Kildare

### Aldeia
- Saint-Pierre